# Derek Lam

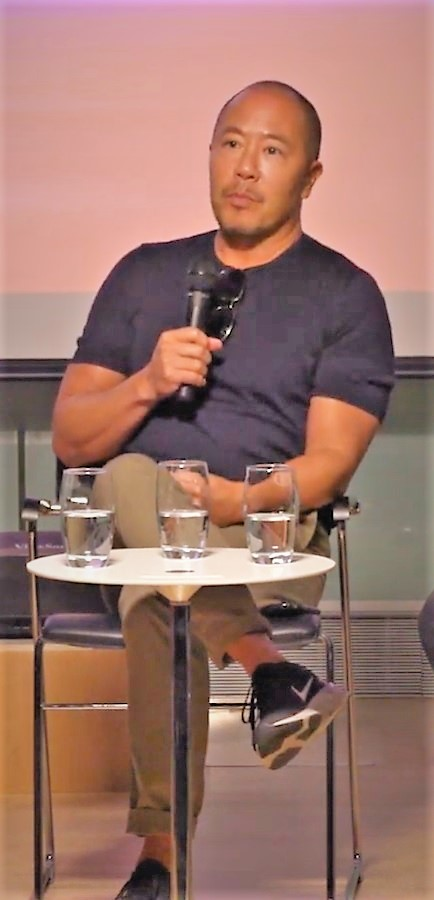
Derek Lam, 2019

Derek Lam (* 25. März 1966 in San Francisco, Kalifornien) ist ein US-amerikanischer Modedesigner.

## Leben
Derek Lam wurde in den USA geboren und lebte in den 1990er-Jahren einige Jahre in Hongkong. Seine Eltern sind beide chinesischstämmig, der Vater stammt aus der Volksrepublik und die Mutter aus Hongkong.

## Beruf
Nach Absolvierung der Parson’s School of Design im Jahr 1990 arbeitete er als Designer für das amerikanische Modelabel Michael Kors und für eine asiatische Bekleidungsmarke. 2002 gründete er sein eigenes Label namens Derek Lam und präsentiert seine Kollektionen seitdem jede Saison auf der New York Fashion Week, den größten Modenschauen in den USA. Erst in der Saison 2004 erlangte Lam größere Bekanntheit. Seine Kleider werden unter anderem von Sharon Stone getragen.